# (1783) Albitskij
(1783) Albitskij – planetoida z pasa głównego planetoid okrążająca Słońce w ciągu 4 lat i 125 dni w średniej odległości 2,66 au. Została odkryta 24 marca 1935 roku w Obserwatorium Simejiz na górze Koszka na Półwyspie Krymskim przez Grigorija Nieujmina. Nazwa planetoidy pochodzi od Władimira Albickiego (1891-1952), rosyjskiego astronoma. Przed jej nadaniem planetoida nosiła oznaczenie tymczasowe (1783) 1935 FJ.